# Хорватія в Європейському Союзі
Відносини між Республікою Хорватія та Європейським Союзом — це вертикальні відносини між наднаціональною організацією та однією з її держав-членів, а раніше двосторонні відносини між Європейськими Співтовариствами, а потім і Європейським Союзом, які розпочалися в 1992 році, коли тодішні держави-члени визнали незалежність країни.

## Історія

### До незалежності
З початку 1990-х років певні політки в Югославії розглядали членство в Європейських Співтовариствах як засіб вирішення внутрішньої етнічної суперечності в Хорватії. Згідно з Хорватською соціал-ліберальною партією, членство Югославії «повернуло б країну до Європи і дозволить уникнути економічного та соціального регресу».

### Незалежність, війна та визнання Хорватії
Переможець парламентських виборів 1990 року Хорватський демократичний союз виступає за приєднання Хорватії до Європейських співтовариств. Ставши президентом, Франьо Туджман наполягає на перспективах інтеграції та на поверненні до Європи як засобів вирішення югославської кризи (зокрема шляхом прийняття конфедеративної структури).
Однак югославська криза загострилася, і 19 травня 1990 року влада Хорватії організовула референдум про незалежність з можливістю залишитися в складі Югославії з більшою автономією. Місцева сербська влада закликає до бойкоту, якого широко підтримують серби в Хорватії 94 % виборців виступає за незалежність, Хорватія проголошує свою незалежність і припиняє своє членство у Югославії 25 червня 1991.
Європейська комісія закликає владу Хорватії ввести тримісячний мораторій на це рішення. Хорватія погоджується заморозити декларацію на три місяці, що тимчасово знижує тиск.
Відбувається визнання Хорватії державами-членами Європейських Співтовариств 15 січня 1992 року, на прохання Німеччини. Однак цей період знаменує собою погіршення відносин між Хорватією та Європейським Союзом, перша не розуміє критики, сформульованої міжнародною спільнотою щодо дій Хорватії, тоді як остання була стурбована внутрішньою політикою Туджмана. Так, навесні 1993 року Співтовариство розкритикувало підтримку Хорватією хорватських сил у Боснії та погрожувало вжити обмежувальних заходів проти Хорватії, якщо ця підтримка не буде скасована в червні 1993 року. У липні того ж року країни-члени прийняли рішення вчинити дипломатичний тиск на Хорватію, щоб вона відмовилася від цієї підтримки, попередивши, що можуть бути прийняті обмежувальні заходи. У 1995 році спроби домовитися про угоду про торгівлю та співпрацю провалилися після нападів хорватських збройних сил у Західній Славонії та операції «Буря». Також призупинено застосування програми PHARE. Ці два елементи фактично були зумовлені повагою до прав людини.
Війна не закінчувалася до 12 листопада 1995 року та Ердутська угода, доповнена Дейтонськими угодами наступного грудня.

### Друга половина 1990-х років: авторитарне правління
У 1996 році Рада із загальних справ погодилася відновити переговори з метою укладення угоди про торгівлю та співпрацю, наполягаючи при цьому на необхідності дотримання Хорватією прав людини.
Переобраний у 1997 році президентом Республіки Хорватія, Франьо Туджман розвиває авторитарний тип правління. Тоді він сприйняв небажання Заходу інтегрувати Хорватію як ознаку євроатлантичного бажання бачити Хорватію реінтегрованою в асоціацію балканських держав, що, на його думку, суперечить хорватським національним інтересам.

### Процедура подання заявки
Зближення Хорватії з Європейським Союзом почалося після поразки Хорватського демократичного союзу (ХДС) на парламентських виборах 2000 року. Цей період знаменує собою фазу демократизації Хорватії та вихід Хорватії з міжнародного ізоляціонізму.
Кандидатуру Хорватії висунув уряд Івіци Рачана в лютому 2003 року. Кандидатура була частиною процесу асоціації та стабілізації, заснованого в 1999 році, і призначеного для держав Південно-Східної Європи.

### Вступ до Європейського Союзу
Кандидатура Хорватії в Європейський Союз подана в лютому 2000 року урядом Івіци Рачана. Статус кандидата Хорватії було офіційно визнано в 2004 році, а наступного року почалися переговори.
Одна з головних суперечок, пов'язаних із членством Хорватії, стосується кордону зі Словенією в Піранській затоці. Потім Словенія регулярно блокувала приєднання своїм правом вето, щоб змусити вирішити прикордонну суперечку. З цією метою та з метою усунення цієї останньої перешкоди для членства, дві країни погодилися передати спір на розгляд міжнародного арбітражного суду.

### Вступ Хорватії до Шенгенської зони

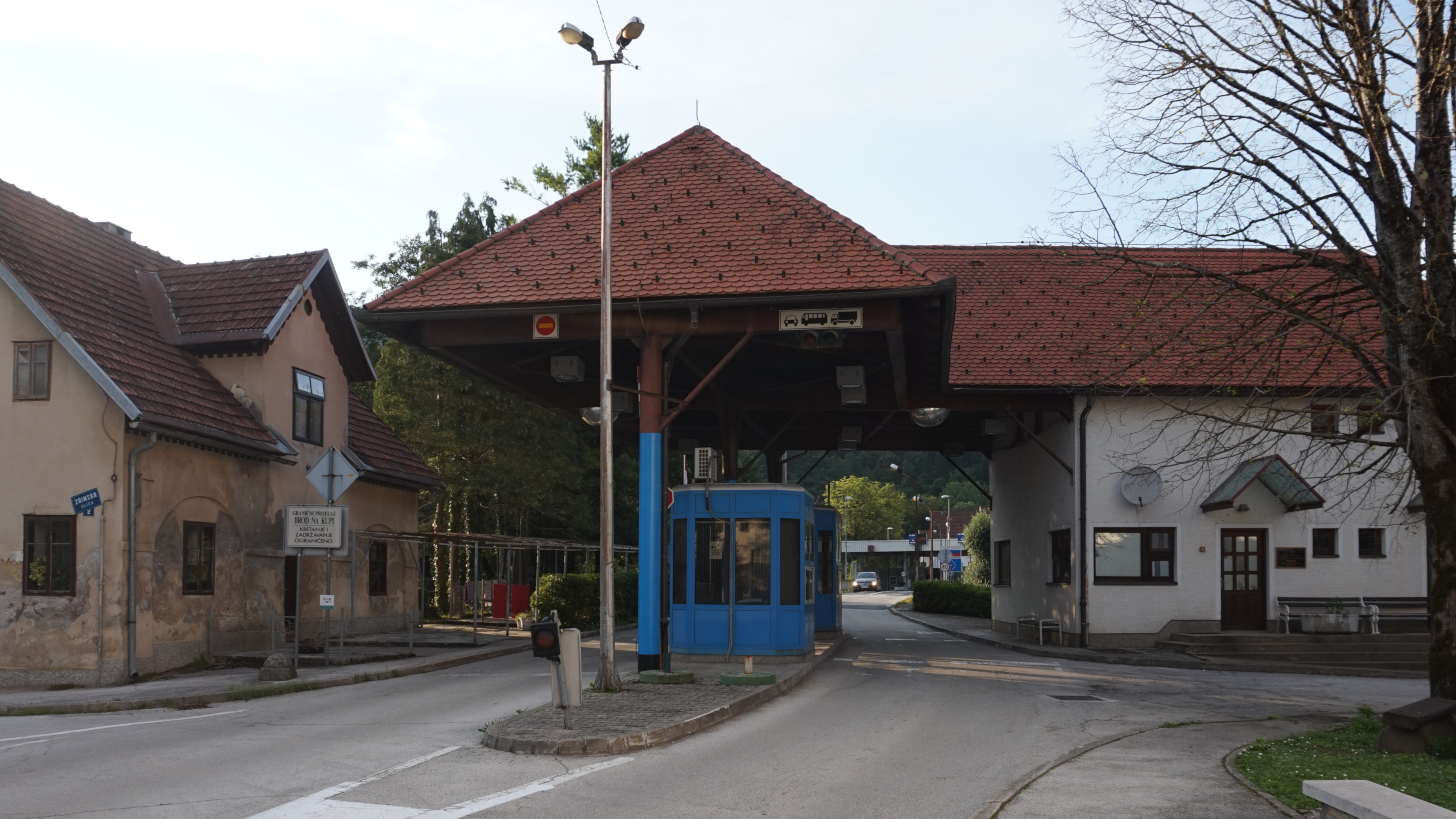
На пункті пропуску в Брод-на-Купі на хорватсько-словенському кордоні (який зараз є зовнішнім кордоном Шенгенської зони) хорватський прикордонний контрольно-пропускний пункт не укомплектований. Натомість хорватські прикордонники разом зі своїми словенськими колегами здійснюють прикордонні перевірки на словенському прикордонному пункті в Петрині на іншому березі річки Купа.

Хоча Хорватія, яка приєдналася до ЄС 1 липня 2013 року, також юридично зобов’язана врешті-решт приєднатися до Шенгенської зони, впровадження було відкладено. У березні 2015 року тодішній міністр внутрішніх справ Хорватії Ранко Остоїч заявив, що його країна готова приєднатися до Шенгенської зони. Хорватія попросила ЄС провести технічну оцінку, яка тривала півтора року та почалася 1 липня 2015 року. Ця оцінка була позитивною, і Хорватія отримала доступ до Шенгенської інформаційної системи в січні 2017 року. 27 червня 2017 року Хорватія приєдналася до SIS ІІ для співпраці правоохоронних органів.
Хорватія має загалом 2 028 кілометрів (1 260 миль) сухопутного кордону, з яких 990 кілометрів (620 миль) і 58 пунктів прикордонного контролю знаходяться з іншими країнами ЄС (Словенією та Угорщиною).[джерело?]
Потік біженців і мігрантів з Греції через Північну Македонію та Сербію до Хорватії, а потім до нинішніх держав-членів Шенгенської зони, таких як Словенія, Австрія та Угорщина, як частина європейської міграційної кризи 2015 року, змусив деяких засумніватися, чи буде політичний консенсус необхідний для подальшого розширення Шенгенської зони. У вересні 2015 року Угорщина погрожувала накласти вето на приєднання Хорватії до Шенгенської зони після того, як вона дозволила мігрантам проїжджати через країну до Угорщини. Словенія припустила, що може накласти вето на приєднання Хорватії до Шенгенської зони через прикордонну суперечку.
У жовтні 2018 року високопоставлений хорватський урядовець заявив, що метою Хорватії є виконання технічних критеріїв для приєднання до Шенгену до кінця 2018 року та сподівається приєднатися до 2020 року. Жан-Клод Юнкер, президент Європейської комісії, заявив у червні 2019 року, що він "хотів би, щоб ми (Європейська комісія) запропонували приєднання Хорватії до Шенгенської зони згідно з нашим мандатом". У травні 2019 року під час візиту до країни канцлер Німеччини Анґела Меркель заявила, що Німеччина повністю підтримує приєднання Хорватії до Шенгену.
У липні 2019 року Хорватія отримала від Єврокомісії неофіційну інформацію про те, що вона виконала всі технічні вимоги для вступу до Шенгенської зони. На початку вересня 2019 року прем'єр-міністр Хорватії Андрей Пленкович заявив, що Хорватія «безумовно приєднається до Шенгену». 27 вересня 2019 року він сказав, що «Словенія не може блокувати вступ Хорватії до Шенгенської зони на невизначений термін», але наступного дня хорватська газета припустила, що принаймні три країни виступили проти вступу Хорватії до того, як було проведено реформу Шенгенської системи. У листопаді 2019 року прем'єр-міністр Угорщини Віктор Орбан підтвердив, що його країна "рішуче підтримує" приєднання Хорватії до Шенгенської зони.
22 жовтня 2019 року Європейська комісія підтримала приєднання Хорватії до Шенгенської зони, що є попереднім етапом повного приєднання до Шенгенської зони. Президентство Португалії та комісар Ілва Йоханссон поінформували Раду, що Хорватія успішно завершила процедуру оцінки Шенгенської зони 13 березня 2021 року. Робота та мета Хорватії зараз полягає в тому, щоб підготувати все, що необхідно для ухвалення Радою ЄС політичного рішення про членство в Шенгені. Це завдання, яке Румунія та Болгарія не виконали ще у 2011 році.
15 березня 2021 року прем’єр-міністр Хорватії Андрей Пленкович заявив в інтерв’ю виданню Politico, що мета його кабінету – досягти приєднання Хорватії як до Шенгену, так і до єврозони до другої половини 2024 року – до кінця повноважень його уряду.
25 травня 2021 року та 5 липня 2021 року прем’єр-міністр Хорватії Андрей Пленкович заявив, що Хорватія може увійти до Шенгенської зони у 2022 році.[джерело?]
2 липня 2021 року словенський міністр Алеш Хойс, який очолить Раду внутрішніх справ, яка відповідає за розширення Шенгену, заявив, що «Словенія абсолютно підтримує вступ Хорватії до Шенгену», а також що «він готовий поставити питання про Приєднання трьох країн (Болгарії, Хорватії, Румунії) до Шенгенської зони на порядку денному в будь-який момент, але він відчував, що це не гарна ідея, поки всі країни-члени не погодяться з цим».
8 липня 2021 року Європейський парламент підтвердив, що Хорватія виконала всі умови для Шенгену. Того ж дня Урсула фон дер Ляєн, президент Європейської комісії, заявила, що «Хорватія готова до Шенгену, наше завдання зараз — переконати Раду Ви можете бути впевнені, що я над цим працюватиму».
23 липня 2021 року міністр закордонних справ Австрії Александер Шалленберг заявив, що «я дуже радий, що Хорватія скоро стане повноправним членом Шенгенської зони, і ми повністю підтримуємо її в цьому».
Станом на липень 2021 року Хорватія ще не приєдналася до Шенгенської зони; однак, відповідно до хорватського Закону про іноземців, правила щодо в’їзду та перебування громадян третіх країн у Шенгенській зоні, передбачені відповідним законодавством Шенгенської угоди, також застосовуються до в’їзду та перебування громадян третіх країн на території Хорватії.
Прем’єр-міністр Андрей Пленкович заявив у хорватському парламенті в липні 2021 року, подаючи звіт про засідання Європейської ради за останні шість місяців, що він очікує, що Хорватія увійде до Шенгенської зони у 2022 році.
Під час свого візиту до Загреба 25 листопада 2021 року президент Франції Еммануель Макрон висловив свою підтримку: «Хорватія готова до Шенгену. Вона виконала критерії вступу, підтвердивши, що вона міцно організована та здатна захистити власні кордони, які також зовнішніх кордонів Європейського Союзу проти контрабанди».
9 грудня 2021 року Рада Європейського Союзу дійшла висновку, що Хорватія виконала необхідні умови для застосування всіх частин Шенгенського acquis. Цей висновок є попередньою умовою для того, щоб Рада могла прийняти наступне рішення про скасування контролю на внутрішньому кордоні.
14 грудня 2021 року прем’єр-міністр Пленкович заявив, що він очікує остаточного рішення від ЄС щодо приєднання Хорватії до Шенгенської зони та єврозони у 2022 році.
Після поразки уряду Янеза Янші на виборах у Словенії у квітні 2022 року новий прем’єр-міністр Словенії Роберт Голоб оголосив про зміни у підході Словенії до Хорватії, заявивши, що він наполягатиме на виконанні рішення арбітражу щодо кордону перед прийняттям Хорватії до Шенгену. Новий міністр закордонних справ Словенії Таня Файон також заявила, що вступ Хорватії до Шенгену має бути прив’язаний до імплементації рішення про кордон, додавши, що членство Хорватії в Шенгенської зоні «буде реально можливе тільки після того, як для Шенгену будуть встановлені чіткі та прозорі правила». . Уже в 2021 році Файон розкритикувала Єврокомісію за те, що вона рекомендувала Хорватії вступити до Шенгенської зони, заявивши, що «немає інформації про те, що Хорватія готова», і що «Хорватія недостатньо захищає свої кордони», і навіть припустила, що рішення Єврокомісії був політичним, заснованим на дружбі між президентом Європейської комісії Юнкером і прем’єр-міністром Хорватії Пленковичем. Однак у травні 2022 року президент Європейського парламенту Роберта Мецола розкритикувала будь-яку можливу блокаду як "ганебну" та "засновану на політичних мотивах" і закликала прийняти Хорватію до Шенгенської зони під час головування Франції в ЄС, тобто до кінця червня 2022 року. На початку червня 2022 року президент Словенії Борут Пахор припустив, що прикордонна суперечка не призведе до блокування заявки Хорватії на вступ до Шенгену, посилаючись на заяву міністра закордонних справ Файон про те, що прикордонний арбітраж не прив’язаний до вступу до Шенгену. Наприкінці червня 2022 року міністр закордонних справ Словенії Файон заявив, що Словенія не блокуватиме вступ Хорватії, але потім продовжив заяву, що «Нідерланди і, можливо, також якась інша держава» блокуватимуть розширення Шенгенської зони.. У жовтні 2022 року уряд Словенії заявив, що «в принципі» підтримує приєднання Хорватії до Шенгенської зони. Заява була зроблена після повідомлень про те, що Словенія готує односторонню заяву про те, що вступ до Шенгенської зони означає, що Хорватія визнає рішення арбітражу щодо кордону. Хорватія відкинула таке тлумачення як «юридичну екзотику». За даними словенських ЗМІ, Словенія також безуспішно лобіювала приєднання Хорватії до Шенгенської зони із заявкою Румунії та Болгарії. Проти цієї пропозиції виступають Хорватія та Чехія, які головують у Раді Європейського Союзу.
У травні 2022 року Європейська комісія представила звіт про стан Шенгенської зони 2022, перший в історії звіт такого роду. У звіті нагадується, що в грудні 2021 року Рада визнала, що Хорватія виконала необхідні умови, і що тепер Рада має внести проект рішення про скасування контролю на внутрішніх кордонах і проконсультуватися з Європейським парламентом.
22 червня прем'єр-міністр Андрей Пленкович, виступаючи перед Європейським парламентом у Брюсселі, заявив, що Рада ЄС надішле проект рішення щодо приєднання Хорватії до Шенгенської зони 1 січня 2023 року, а остаточне рішення може бути ухвалене. буде прийнято восени 2022 року.
29 червня 2022 року Рада Європейського Союзу офіційно розпочала процедуру ухвалення рішення щодо вступу Республіки Хорватія до Шенгенської зони. Проект Рішення Ради «про повне застосування положень Шенгенського acquis в Республіці Хорватія» було направлено до Європейського парламенту. Очікується, що Європейський парламент проголосує з цього питання в листопаді 2022 року. Після голосування в парламенті 22 країни-члени Шенгенської зони ЄС і Хорватія повинні одноголосно погодитися щодо вступу Хорватії до того, як Рада офіційно ухвалить рішення. У проєкті рішення Ради пропонується застосувати шенгенські правила до Хорватії з 1 січня 2023 року, але відкладає застосування в аеропортах до 26 березня 2023 року. Пленкович уточнив, що інша дата для контролю повітряного руху має «технічні причини», оскільки в аеропортах Шенгену країн «необхідно змінити ворота для літаків, які прибувають і вилітають у Хорватію, щоб мати можливість розділяти пасажирів, тобто (щоб) направляти їх до виходів без прикордонного контролю».
7 липня 2022 року прем’єр-міністр Чехії Петр Фіала після зустрічі з прем’єр-міністром Хорватії Андреєм Пленковичем у Празі заявив, що під час головування Чехії в ЄС, яке розпочалося на початку липня 2022 року, Чехія прагнутиме забезпечити вступ Хорватії до Шенгенської зони. Фіала також сказав, що він відчуває значну підтримку серед лідерів ЄС щодо приєднання Хорватії до Шенгенської зони, спілкуючись з ними на неформальних зустрічах.
25 жовтня 2022 року Комітет з громадянських свобод парламенту ЄС схвалив скасування контролю на внутрішньому кордоні між Шенгенською зоною та Хорватією 45 голосами «за», 8 «проти» і 5 утрималися. Європейський парламент проголосував за «Проєкт рішення Ради щодо повного застосування положень Шенгенського acquis в Республіці Хорватія» 10 листопада 2022 року: 534 голоси «за», 53 «проти» та 25 утрималися. Після цього голосування Рада юстиції та внутрішніх справ ЄС прийме остаточне рішення щодо вступу Хорватії до Шенгенської зони 9 грудня 2022 року.

### Під час каденції прем'єр-міністрів

#### Зоран Міланович (з 2013 по 2016)
Після вступу прем'єр-міністром Хорватії став Зоран Міланович.
11 грудня 2013 року референдум, що визначає шлюб як союз чоловіка та жінки, схвалюється населенням Хорватії. Дійсно, противники одностатевих шлюбів сприйняли вступ до Європейського Союзу як ризик для визначення шлюбу в Хорватії як зарезервованого для гетеросексуальних пар (через події в Іспанії, Франції та Нідерландах), а ті незважаючи на той факт, що ані Європейський Союз, ані Рада Європи не нав’язують своїм відповідним державам-членам змінювати визначення шлюбу та в більш загальному сенсі положень, що стосуються права на сім’ю, доки поважаються права меншин. і, у випадку ЄС, що шлюби, укладені в країнах, які визнають одностатеві шлюби, визнаються в усьому ЄС, щоб не перешкоджати вільному пересуванню людей.
У липні 2015 року питання прикордонної суперечки знову виникло після того, як словенський суддя поставив обвинуваченому ставку щодо його упередженості. 27 липня Хорватія в односторонньому порядку вийшла з арбітражу.
У вересні 2015 року проблема міграції постає у відносинах між Хорватією та ЄС. Дійсно, після того як Угорщина заблокувала свій кордон із Сербією, мігранти балканським шляхом перенаправили себе до Хорватії. Тоді Угорщина звинуватила Хорватію в тому, що вона відправила частину мігрантів, які прибули на територію Хорватії поїздом, до Угорщини. Однак Хорватія вважає, що ці переміщення були прийняті Угорщиною, яка, зокрема, погодилася взяти на себе контроль за тисячею мігрантів, які прибули з Хорватії.

#### Тихомир Орешкович (2016)
Тихомір Орешкович очолить хорватський уряд січні 2016 року.
Оскільки 17 березня цього року Хорватія відкидає будь-яке відновлення арбітражу та вважає, що суперечку слід вирішувати двосторонньо. Однак суд відхилив це одностороннє рішення, вважаючи, що порушення упередженості, тепер вирішене відставкою словенського арбітра, більше не ставить під сумнів чесність і неупередженість арбітражу. Міністерство закордонних справ Хорватії засудило це рішення та підтверило, що не повертатиметься до арбітражного розгляду, оскільки Хорватія більше не визнає юрисдикцію трибуналу.

#### Андрій Пленкович (з 2016 по 2024)
Андрій Пленкович став прем'єр-міністром Хорватії в жовтні 2016 року.
29 червня 2017 року арбітражний суд виносить своє рішення щодо прикордонної суперечки між Хорватією та Словенією. Більша частина затоки та прямий вихід до міжнародних вод Адріатичного моря надані Словенії. Рішення має бути виконане не пізніше29 décembre 201729 грудня 2017 року. Прем'єр-міністр Хорватії Андрей Пленкович у відповідь на нього заявив, що Хорватія не визнає це рішення і не має наміру його виконувати. У цьому контексті Словенія попросила втручання Європейського Союзу, щоб той міг чинити тиск на Хорватію, щоб вона поважала рішення арбітражу.
4 липня Європейська комісія публікує офіційну заяву, в якій підтримує арбітражну процедуру та запрошує Хорватію та Словенію поважати прийняте рішення. Віце-президент Комісії Франс Тіммерманс заявив, що обидві країни повинні поважати вердикт, додавши, що вона готова допомогти сторонам у процесі, якщо це необхідно. Однак він нагадує, що Комісія не вимагала б його впровадження, вважаючи, що це двостороннє питання, яке не входить до компетенції Європейського Союзу. У протоколі засідання Комісії остання, зокрема, визнає, що Словенія порушила арбітражну угоду. Однак Постійна палата третейського суду заявила, що порушення не було таким, щоб вплинути на остаточне рішення суду, оскільки суддя, причетний до порушення угоди, був замінений. Тіммерманс підтвердив підтримку Комісії процесу врегулювання. Юридична служба Європейської Комісії заявила, що Союз має юрисдикцію в цій сфері, а ЄС та його держави-члени зобов’язані поважати та виконувати міжнародне публічне право. Хорватія, однак, ігнорує попередження Комісії, прем'єр-міністр Пленкович заявив, що проблема Піранської затоки не стосується Брюсселя.

## Співвідношення між правом Європейського Союзу та правом Хорватії

### Конституція
Положення про участь Хорватії в Європейському Союзі містяться в розділі III Конституції Хорватії.
Стаття 143 конституції містить елементи, що стосуються передачі конституційних повноважень. У статті зокрема нагадується, що Хорватія бере участь у «формування європейської єдності для забезпечення, разом з іншими європейськими державами, тривалого миру, свободи, безпеки та процвітання, а також для досягнення інших спільних цілей, які відповідають фундаментальним принципам і цінностям Європейського Союзу».
Стаття 144 містить положення, що стосуються представництва Хорватії в європейських інституціях відповідно до Договору про Європейський Союз і Договору про функціонування Європейського Союзу та відповідно до конституційних домовленостей Хорватії.

Стаття 145(2) і (3) Конституції відповідно встановлюють верховенство та пряму дію права Європейського Союзу в Хорватії.
1. Здійснення прав, що випливають із acquis communautaire Європейського Союзу, прирівнюється до здійснення прав згідно з законодавством Хорватії.
2. Правові акти та рішення, прийняті Республікою Хорватія в установах Європейського Союзу, застосовуватимуться в Республіці Хорватія відповідно до acquis communautaire Європейського Союзу.
3. Хорватські суди захищатимуть суб'єктивні права на основі acquis communautaire Європейського Союзу.
4. Державна адміністрація, органи регіонального та місцевого самоврядування та юридичні особи, наділені публічною владою, повинні застосовувати право Європейського Союзу безпосередньо.
Право Хорватії справді дотримується моністичної традиції, згідно з якою національне та міжнародне право є одним цілим, що дозволяє пряме застосування міжнародної норми у внутрішньому праві.

### Транспозиція
За даними Університету Амстердама, імплементація прецедентного права Сімменталя у разі неможливості транспонувати право ЄС у законодавство Хорватії потребувала періоду адаптації хорватськими судами.

## Громадська думка

#### Євроскептичні партії
У Хорватії є дві основні євроскептичні партії: Хорватська партія права та Хорватська партія права - Анте Старчевича.